# Степна Василєвка
Степна Василєвка (рос. Степная Васильевка) — село в Мелекеському районі Ульяновської області Російської Федерації.
Населення становить 421 особу. Входить до складу муніципального утворення Леб'яжинське сільське поселення.

## Історія
Від 2004 року входить до складу муніципального утворення Леб'яжинське сільське поселення.

## Населення
| 2010 |
| ---- |
| 421  |